# Ostrau (Jahnatal)
Ostrau ist seit dem 1. Januar 2023 ein Ortsteil der Gemeinde Jahnatal im Norden des Landkreises Mittelsachsen. Davor war es eine selbstständige Gemeinde mit 25 Ortsteilen.

## Geographie
Der Ort liegt ca. 10 km nordöstlich der Stadt Döbeln und ca. 15 km südwestlich von Riesa, im Tal des kleinen Flusses Jahna und den umliegenden Höhenrücken im Nordwesten der Lommatzscher Pflege.

## Geschichte

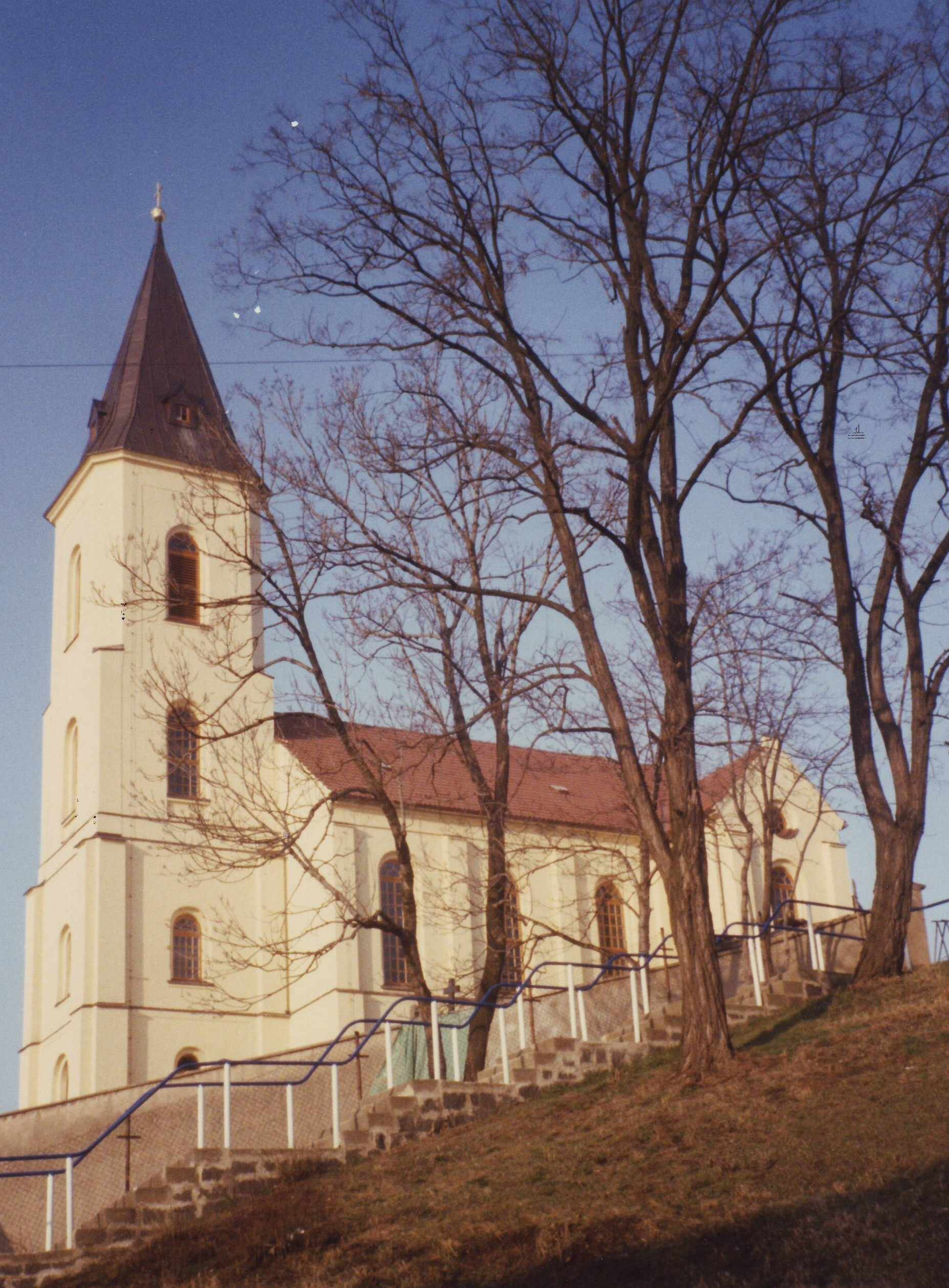
Kirche im Ortsteil Zschochau

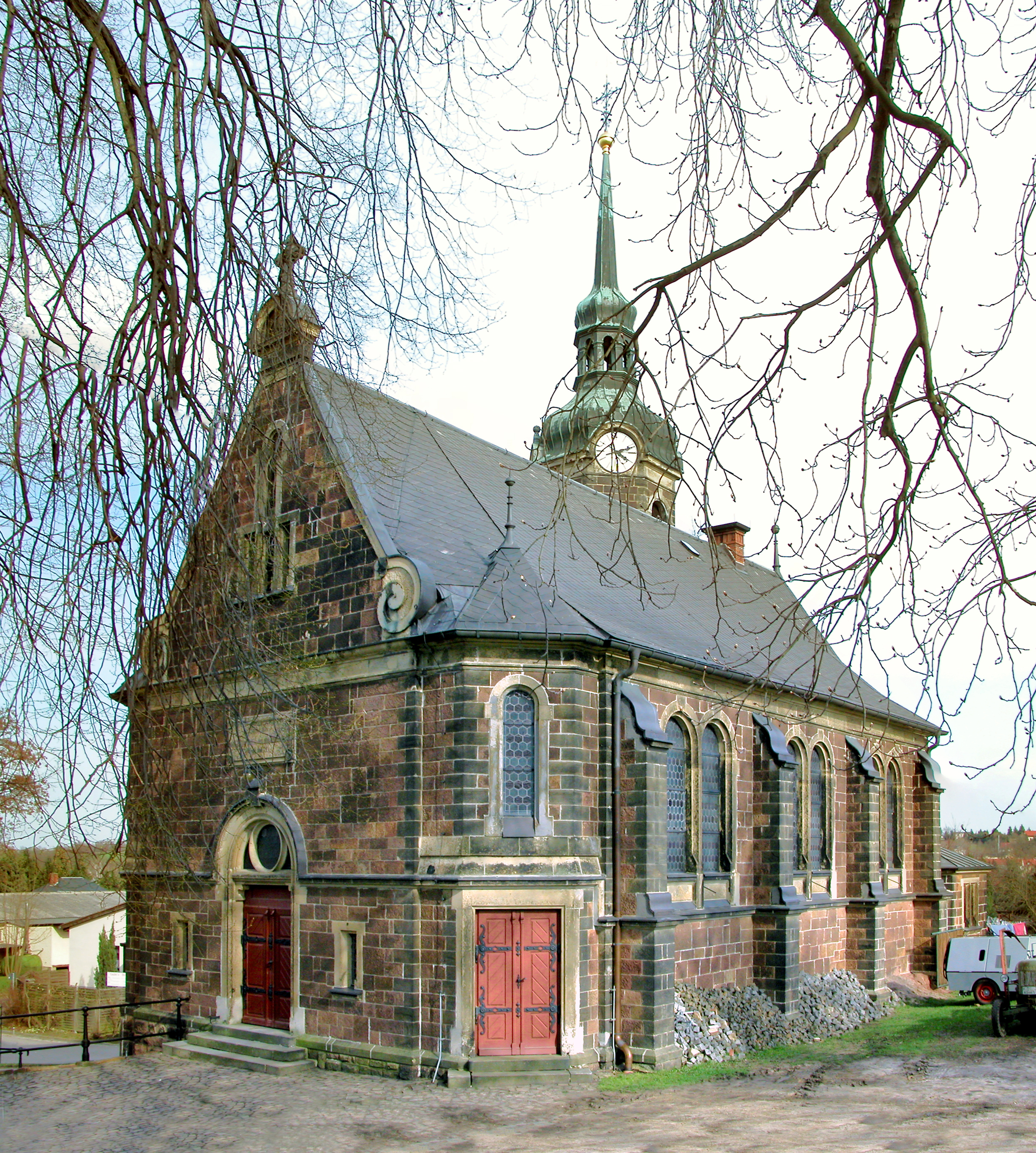
Trinitatiskirche Ostrau

Ostrau wird als Ostrowa (aus dem sorbischen Ort in der Aue oder der Ort am Werder oder der Ort zwischen den zwei Flüssen, vgl. tschechisch ostrov, „Insel“) erstmals in einer Schenkungsurkunde des Klosters Altzella erwähnt.
Um 1190 erhielt „Ostrowa“ ein Vorwerk, woraus das Klostergut und spätere Brauschenkengut hervorging. Später entwickelte sich daraus die Gaststätte „Wilder Mann“. Nach der Säkularisation des Klosters Altzella kamen Ostrau, Gohris (anteilig), Münchhof, Trebanitz und Niederlützschera als Exklaven zum Nossener, später zum Mügelner Amt.
In Ostrau wurde 1689 eine Hexenverfolgung durchgeführt. Anna Maria, Witwe vom Drescher Nicol Braune, geriet in einen Hexenprozess und wurde verbrannt. Dies war das letzte bekannte vollstreckte Todesurteil mit Feuer für Zauberei in Kursachsen. Im nahen Sömnitz kamen 1644 Hans Roßberg und seine Frau in einen Hexenprozess.
Durch die Inbetriebnahme der Eisenbahnlinie Großbauchlitz–Riesa 1847 erhielt Ostrau einen Bahnhof.
Im Jahr 1939 erhielt Ostrau ein Wappen, das in der gleichen Form noch heute existiert. Es enthält einen Kalkofen, der von Weizenähren eingerahmt wird. Es weist auf den Dolomitabbau, den einzigen Industriezweig hin, den Ostrau hat. Hier gibt es eine anhaltende Tradition der Graukalkerzeugung.
Die örtliche Apotheke entstand 1867.

### Eingemeindungen
Ab der zweiten Hälfte des 19. Jahrhunderts kam es zu umfangreichen Eingemeindungen:
| Ehemalige Gemeinde | Datum                 | Anmerkung                                                |
| ------------------ | --------------------- | -------------------------------------------------------- |
| Auerschütz         | 1. Januar 1993        |                                                          |
| Beutig             | vor 1880              | Eingemeindung nach Trebanitz                             |
| Binnewitz          | 1. Juli 1950          | Eingemeindung nach Jahna                                 |
| Clanzschwitz       | 1. Oktober 1937       | Eingemeindung nach Pulsitz                               |
| Däbritz            | vor 1880              | Eingemeindung nach Schrebitz                             |
| Delmschütz         | vor 1880              | Eingemeindung nach Auerschütz                            |
| Döhlen             | vor 1880              | Eingemeindung nach Görlitz                               |
| Gaschütz           | vor 1880 1. Juli 1950 | Eingemeindung nach Sömnitz, Umgliederung nach Auerschütz |
| Görlitz            | 1. April 1936         | Eingemeindung nach Schrebitz                             |
| Gohris             | vor 1880              |                                                          |
| Goldhausen         | vor 1880              | Eingemeindung nach Jahna                                 |
| Jahna              | 15. September 1961    | Zusammenschluss mit Pulsitz zu Jahna-Pulsitz             |
| Jahna-Pulsitz      | 1. Januar 1994        |                                                          |
| Kattnitz           | 1. Juli 1950          | Eingemeindung nach Noschkowitz                           |
| Kiebitz            | 1. Januar 1999        |                                                          |
| Lützschera         | 1. April 1938         | Eingemeindung nach Auerschütz                            |
| Merschütz          | vor 1880              | Eingemeindung nach Oberwutzschwitz                       |
| Münchhof           | vor 1880              | Eingemeindung nach Trebanitz                             |
| Niederlützschera   | vor 1880              | Zusammenschluss mit Oberlützschera zu Lützschera         |
| Niedersteina       | vor 1880              | Eingemeindung nach Oberwutzschwitz                       |
| Niederwutzschwitz  | vor 1880              | Eingemeindung nach Oberwutzschwitz                       |
| Noschkowitz        | 1. Januar 1999        |                                                          |
| Oberlützschera     | vor 1880              | Zusammenschluss mit Niederlützschera zu Lützschera       |
| Obersteina         | 1. Juli 1950          | Eingemeindung nach Kiebitz                               |
| Oberwutzschwitz    | 19. September 1919    | Umbenennung in Wutzschwitz                               |
| Pulsitz            | 15. September 1961    | Zusammenschluss mit Jahna zu Jahna-Pulsitz               |
| Rittmitz           | 1. Januar 1973        | Eingemeindung nach Noschkowitz                           |
| Schlagwitz         | vor 1880              | Eingemeindung nach Rittmitz                              |
| Schmorren          | 1. Oktober 1937       | Eingemeindung nach Pulsitz                               |
| Schrebitz          | 1. Januar 1999        |                                                          |
| Sömnitz            | 1. Juli 1950          | Eingemeindung nach Schrebitz                             |
| Töllschütz         | 1. April 1938         | Eingemeindung nach Kiebitz                               |
| Trebanitz          | 1. Juli 1950          |                                                          |
| Wutzschwitz        | 1. Juli 1950          |                                                          |
| Zschochau          | 1. April 1968         |                                                          |

Damit bestand die Großgemeinde Ostrau ab 1999 mit einer Fläche von 52,7 km² aus folgenden 25 Ortsteilen:
| - Auerschütz - Beutig - Binnewitz - Clanzschwitz - Delmschütz | - Döhlen - Jahna - Kattnitz - Kiebitz - Merschütz | - Münchhof - Niederlützschera - Noschkowitz - Oberlützschera - Obersteina | - Ostrau - Pulsitz - Rittmitz - Schlagwitz - Schmorren | - Schrebitz - Sömnitz - Töllschütz - Trebanitz - Zschochau |

Sie war Sitz der Verwaltungsgemeinschaft Ostrau. Zum 1. Januar 2023 schlossen sich Ostrau und Zschaitz-Ottewig zur neuen Gemeinde Jahnatal zusammen. Ostrau wurde damit zu einem von 37 Ortsteilen, die Verwaltungsgemeinschaft wurde aufgelöst.

### Entwicklung der Einwohnerzahl
(Stichtag: 31. Dezember):
| Jahr | Einwohner |
| ---- | --------- |
| 1998 | 4771      |
| 2000 | 4636      |
| 2002 | 4477      |

| Jahr | Einwohner |
| ---- | --------- |
| 2004 | 4409      |
| 2006 | 4273      |
| 2008 | 4166      |

| Jahr | Einwohner |
| ---- | --------- |
| 2010 | 4010      |
| 2012 | 3840      |
| 2014 | 3698      |

| Jahr | Einwohner |
| ---- | --------- |
| 2016 | 3608      |
| 2018 | 3580      |
| 2021 | 3500      |

## Politik der Gemeinde Ostrau
2022 fand in Ostrau ein Bürgerentscheid zum Thema „Sind Sie mit dem Entwurf der Vereinigungsvereinbarung der Gemeinden Ostrau und Zschaitz-Ottewig einverstanden?“ statt. In beiden Gemeinden wurde eine Mehrheit erreicht und das Quorum erfüllt. Die Fusion erfolgte damit zum Jahreswechsel 2022/2023.
Seit der Kommunalwahl am 26. Mai 2019 verteilten sich die 18 Sitze im Gemeinderat folgendermaßen auf die einzelnen Gruppierungen:
- Freie Wähler: 9 Sitze
- CDU: 4 Sitze
- DIE LINKE: 3 Sitze
- 2 Sitze blieben unbesetzt.

Bei der Wahl am 10. Februar 2019 wurde Dirk Schilling (CDU) mit 97 % der abgegebenen Stimmen für eine zweite siebenjährige Amtszeit als Bürgermeister bestätigt, die letzte Amtszeit in der Gemeinde Ostrau. Seine Vorgängerin Gisela Reibig (parteilos) amtierte bis 2012.
| Wahl                       | Bürgermeister  | Vorschlag | Wahlergebnis (in %) |
| -------------------------- | -------------- | --------- | ------------------- |
| Auflösung (siehe Jahnatal) |                |           |                     |
| 2019                       | Dirk Schilling | CDU       | 97,8                |
| 2012                       | Dirk Schilling | CDU       | 59,4                |
| 2005                       | Gisela Reibig  | Reibig    | 63,1                |

## Kultur und Sehenswürdigkeiten
- siehe auch: Liste der Kulturdenkmale in Jahnatal#Ostrau

### Sehenswürdigkeiten
- Trinitatiskirche Ostrau, erbaut 1903
- Kalköfen am Kalkgrund und am Ostrauer Bahnhof
- Plattendolomitwand

## Wirtschaft und Infrastruktur

### Wirtschaft

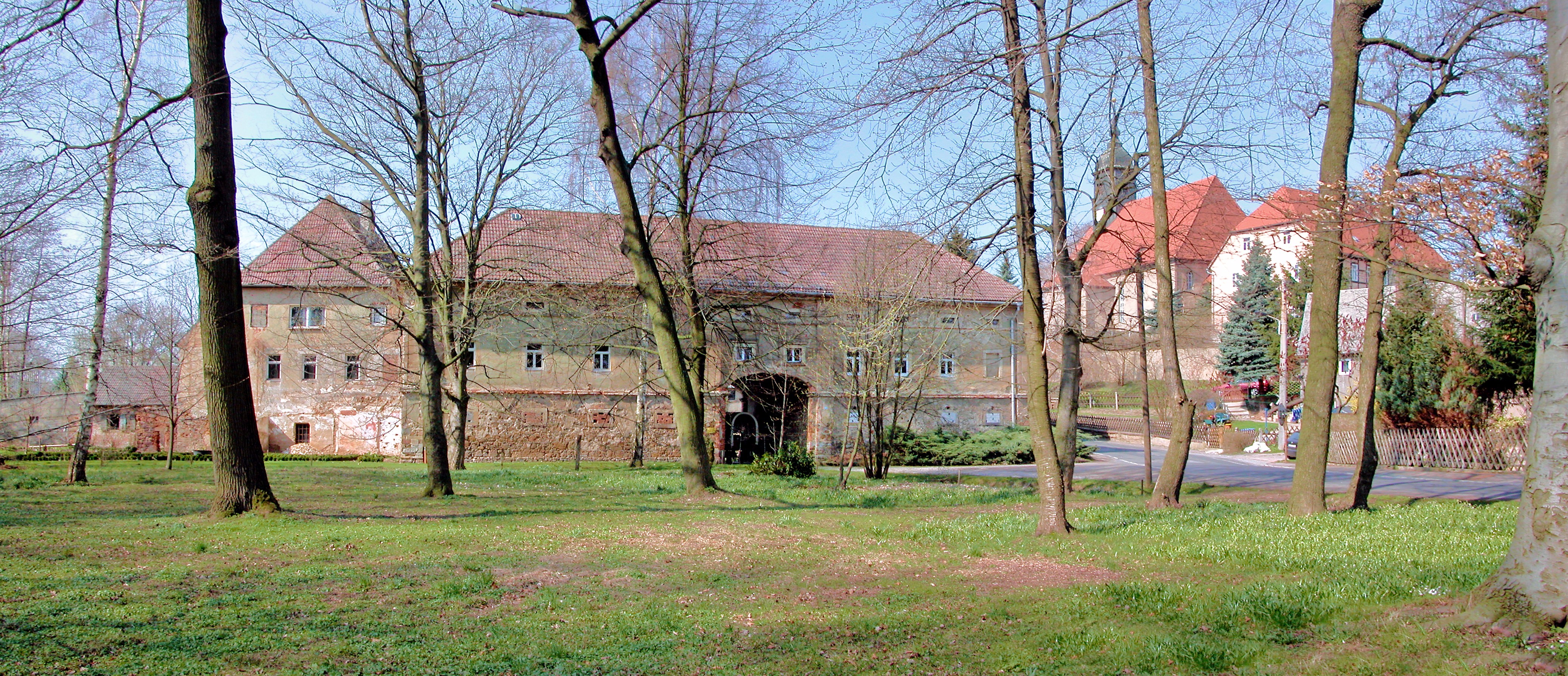
Kiebitz (Ostrau): Rittergut, links das Herrenhaus

Die Wirtschaft des Ortes ist jahrhundertelang durch den Abbau von Kalk geprägt worden, dessen Tagebaurestlöcher und einzelne historische Produktionsanlagen noch erkennbar sind. Von einem Betrieb wird dieses Gestein gegenwärtig gewonnen.
Vorkommende Lössböden in der Lommatzscher Pflege boten der Landwirtschaft gute Bedingungen, in der bis zur politischen Wende 1990 viele Einwohner beschäftigt waren. Zu DDR-Zeiten wurde in Ostrau eine überregional bedeutende Milchviehanlage errichtet. Diese gehört heute zur Ostrauer Agrar AG.
Im Oktober 1990 erfolgte der erste Spatenstich für das neue Gewerbegebiet in Ostrau, im Jahr 1991 erfolgten die ersten Ansiedlungen, mittlerweile sind 59 Firmen dort vertreten.

### Verkehr

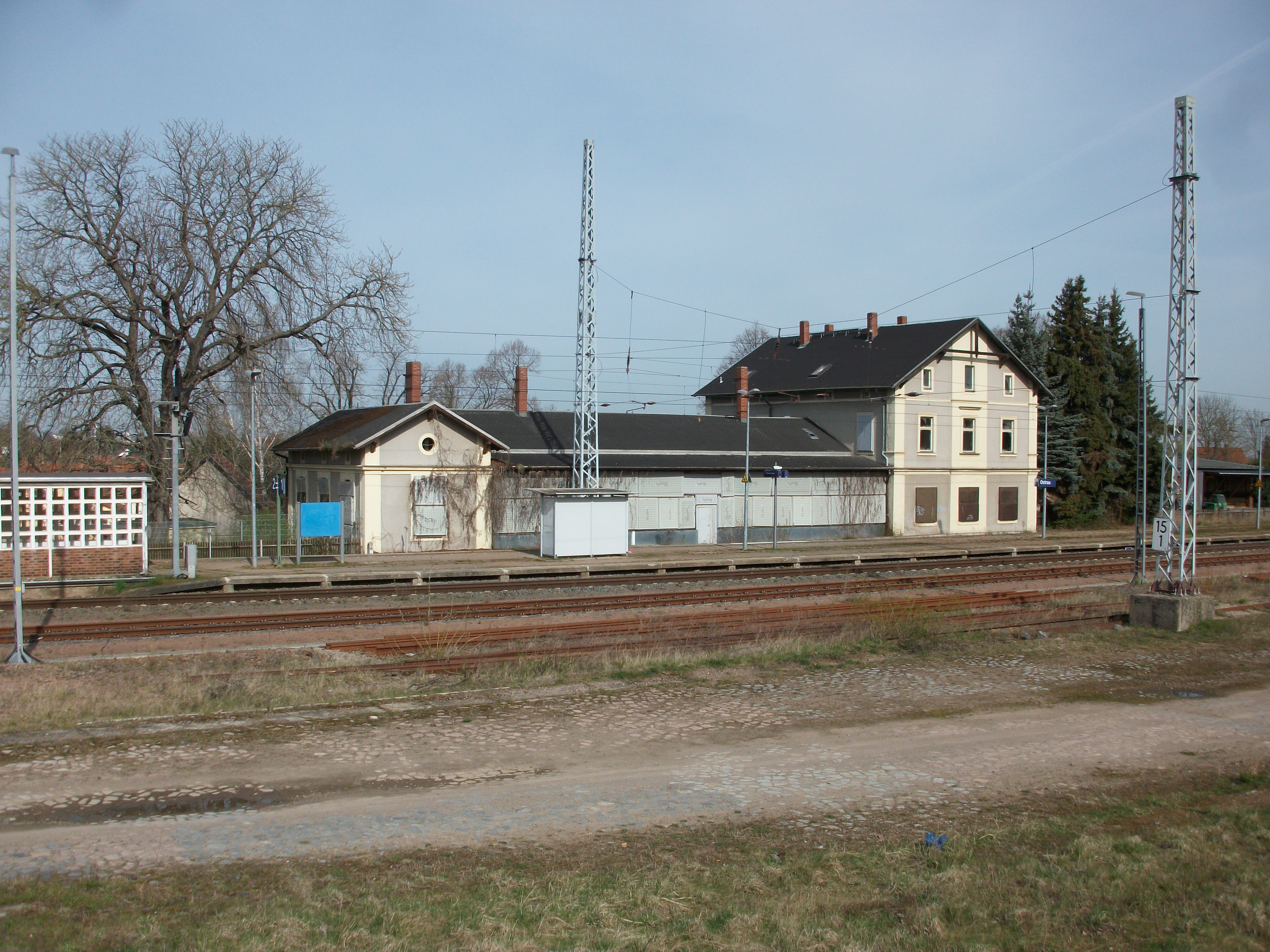
Bahnhof Ostrau, Empfangsgebäude (2022)

Durch das Ortsgebiet führt die Bundesstraße 169. Ostrau ist auch über die Bundesautobahn 14, Anschluss Döbeln-Nord (etwa fünf Kilometer), zu erreichen. Der Ort besitzt einen Bahnhof an der Bahnstrecke Riesa–Chemnitz, der von Elsterwerda und Chemnitz aus mit stündlich verkehrenden Regionalbahnen bedient wird.

## Persönlichkeiten
- Klaus Beuchler (1926–1992), Journalist und Schriftsteller
- Franz-Emil Keller (1843–1925), Ostrau Orgelbaumeister
- Karl Naumann (1905–1976), Politiker, Gutsbesitzer in Lützschera
- Gert Roßberg (1932–2016), Politiker (SPD)